# دیپروتودون

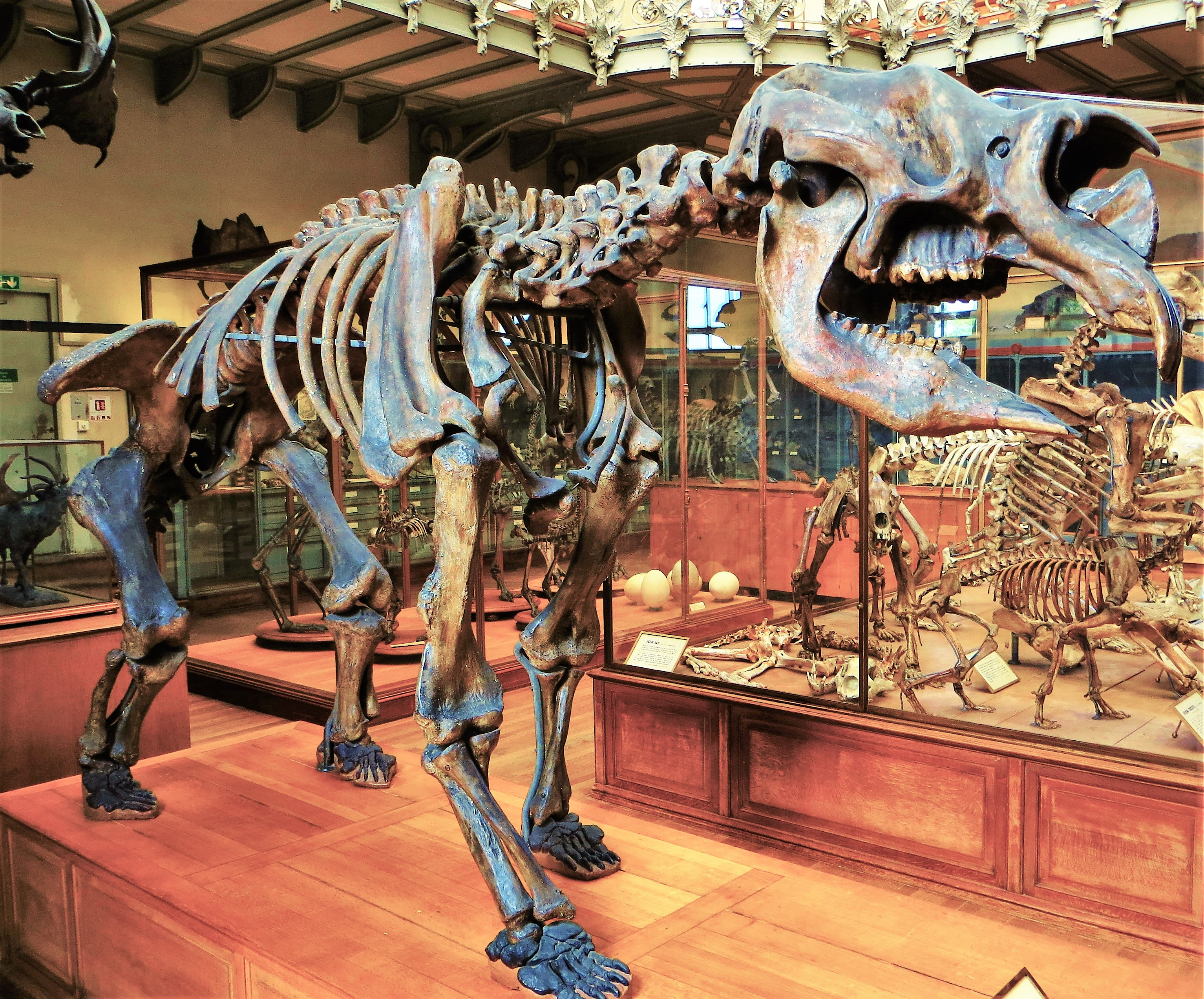
فسیل دیپروتودون

مقایسه اندازه دیپروتودون با انسان

دیپروتودون (نام علمی: Diprotodon) یک سرده از تیره کیسه‌داران علف‌خوار کهن است که بین ۱٫۶ میلیون سال پیش تا ۴۶ هزار سال پیش در استرالیا می‌زیست. دیپروتودون گیاه‌خوار بوده و بزرگترین کیسه‌دار تاریخ جهان محسوب می‌شود.طول این جانور ۳ متر ارتفاع آن ۲ متر و وزنش حدود ۲۸۰۰ کیلوگرم بوده‌است. با وجود جثه بزرگ، دیپروتودون توسط شکارچیان بزرگ استرالیا یعنی شیر کیسه‌دار، بزمجه ماژلان و بعدها انسان شکار می‌شده‌است. برخی پژوهشگران دربارهٔ علت انقراض این جانور اعتقاد دارند که هنگامی که انسان در حدود ۵۰ هزار سال پیش وارد استرالیا شد به شکار گونه‌های بومی پرداخت و باعث انقراض نسل دیپروتودون و بسیاری دیگر از بزرگ زیاگان استرالیا شد. برخی پژوهشگران هم اعتقاد دارند که تغییر اقلیم عامل انقراض نسل این جانور و بسیاری از جانوران بزرگ استرالیا بوده‌است.
یواال نوح هراری در کتاب انسان خردمند بر اساس پژوهش های خود به رد نظریه دوم و گناهکار بودن انسان خردمند در انقراض نسل این حیوان پس از ورود به استرالیا میپردازد. او در کتاب انسان خردمند (تاریخ مختصر بشر) آورده است: قطعا دلایل محکمی وجود دارد که معتقد باشیم اگر انسان پا به استرالیا نمی‌گذاشت آنجا هنوز سرزمین شیرهای‌ کیسه‌دار و دیپروتودون‌ها و کانگوروهای عظیم‌الجثه بود.